# Xã Lincoln, Quận Arenac, Michigan
Xã Lincoln (tiếng Anh: Lincoln Township) là một xã thuộc quận Arenac, tiểu bang Michigan, Hoa Kỳ. Năm 2010, dân số của xã này là 942 người.